# Lingewaard
Lingewaard é um município dos Países Baixos, situado na província da Guéldria. Tem 69,14 km² de área e sua população em 2020 foi estimada em 46.723 habitantes.